# 中島靖雄
中島 靖雄（なかじま やすお、）は、日本の作曲家、編曲家、ギタリストである。東京都出身。法政大学法学部法律学科、バークリー音楽大学卒業。

## 作風・来歴
ロックからジャズ、フルオーケストラからクラブ・ミュージック、ブルースギターからサウンドデザインまで、音楽に対する懐は広い。ドラマの劇伴からコマーシャルソング、ハワイアンなどワールドミュージックも得意とする。一度聞いたら忘れない、耳に残るメロディ作りを信条としている。
〜1994年：精力的にバンド活動を行う。ミクスチャー・ロックやジャズ系のバンドで活動する。平行してジャズベーシストである父親の旧友、潮先郁男にギターを師事する。
1995年：バンド解散&渡米、バークリー音楽大学入学。作曲をWayne Naus、ギターをJohn Damianに師事する。
1998年：卒業後はニューヨークに渡り、作曲家としてキャリアをスタート。
1999年：帰国後も、作曲家として日本で活動する。
現在までにCM音楽を主軸とし、ドラマの劇伴やさまざまな音源制作に携わる。

## 主な作品

### 楽曲提供・編曲
- 神の雫オリジナルサウンドトラック／中島靖雄（アルバム）（福島祐子と共作）（作編曲）
- サカサカサーカス／バニラビーンズ（作編曲）
- 恋のセオリー／バニラビーンズ（作編曲）
- のんびり行こう／マイク眞木とダンテ・カーバー（編曲）
- そばにいるよ／TU→YU（作編曲）
- ラクにいこうぜ／忌野清志郎（作曲）（忌野清志郎と共作）
- ダンシング・シスター／キグルミ（編曲）
- たらこ・たらこ・たらこ LOVE & PEACE mix／キグルミ（編曲）
- AVOCADO／AVOCADO（アルバム）（作編曲・歌唱）
- There Must Be An Angel／東儀秀樹・川井郁子（編曲）
- OKAIMONO NO UTA（編曲）
- GO!GO!オートバックス／水木一郎（作編曲）
- チェッチェッコリ／ゆみ&ゆか（補作曲・編曲）
- ギターブラザー～ミネギシダンスのテーマ／ナイスの森（作編曲）
- 夜空ノムコウ、瞳をとじて／CHAI CHAI（編曲）
- 戦え!フジQロボ／ハイランズ（作編曲）
- ハンゲームの歌（作曲）
- ラランの歌／櫛引彩香（作編曲）
- 愛のやきおにぎり・やきおにぎりよ永久に／松崎しげる（作編曲）
- きゃっちあんどりりーす／鬼束千穂（CV.高野麻里佳）（作編曲）

### サウンドトラック
- 「神の雫」オリジナル・サウンドトラック 福島祐子/中島靖雄 （1月/2009）
- 「夏うたドラマSP 幸せの贈り物」（7月/2009）
- 「戦場のメロディ」（9月/2009）
- 「恋うたドラマSP」（9月/2009）
- 「蛇のひと」（3月/2010)

### CM
- JR東日本 SNOW TRAiNG 作曲: 2000
- JT 桃の天然水 作曲: 2000
- ANA 超割 作曲: 2001
- ボシュロム メダリスト 作曲: 2002
- キリンビバレッジ 午後の紅茶（夏は縁側篇、冬の吐息篇）作曲: 2003
- ハーゲンダッツジャパン ミニカップアップルパイ（出会いはapple pie篇） 作曲: 2003
- ロッテ ACUO 作曲: 2004〜
- CCJC ファンタ （そうだったらいいのにな）編曲: 2004〜2007
- ハウス食品 フルーチェ（モーニング篇）（ミルクと作る篇）作曲: 2005
- 東京電力 Switch! （美しいお客様篇）作曲: 2006
- アイリスオーヤマ HGチェスト 作曲: 2006
- じゃらん （にゃらん）作曲: 2007〜
- P&G ファブリーズ 作曲: 2007
- カゴメ 植物性乳酸菌ラブレ（モールダンス篇）（ラインダンス篇）作曲: 2008
- SONY BRAVIA 作曲: 2008
- IKEA （ぐっすり眠ろうニッポン篇）作曲: 2009
- 法律事務所 MIRAIO 作曲: 2009〜
- はるやま商事「洗えるスーツ篇」 作曲: 2009
- SUNTORY BOSS 贅沢微糖（贅沢銀行篇）編曲: 2010

など多数